# Brucellaceae
Die Brucellaceae sind eine Familie von Bakterien. Sie beinhalten einige wichtige Krankheitserreger, wie z. B. einige Arten von Brucella.

## Merkmale
Die Zellen der Brucellaceae sind stäbchenförmig. Sporen werden nicht gebildet. Die meisten Arten sind beweglich und besitzen meist eine oder mehrere, seitliche Flagellen. Auch wenige nicht bewegliche Arten sind vorhanden, z. B. in den Gattungen Brucella und Paenochrobactrum. Sie benötigen Sauerstoff (aerob) und der Stoffwechsel ist chemoorganotroph. Bei der Atmung kann Sauerstoff (O2) als terminaler Elektronenakzeptor dienen, oder es erfolgt die Nitratatmung, hierbei dient Nitrat (NO3−) als Akzeptor. Einige Stämme von Brucella zeigen das beste Wachstum unter geringen Sauerstoffgehalt, solche Bakterien werden als mikroaerophil bezeichnet.
Die Gram-Färbung verläuft negativ, sie zählen zu den gramnegativen Bakterien.
Es folgt eine Übersicht der Merkmale einiger Gattungen:
|                     | Brucella              | Daeguia  | Paenochrobactrum | Pseudochrobactrum |
| ------------------- | --------------------- | -------- | ---------------- | ----------------- |
| Morphologie         | Kokken/kurze Stäbchen | Stäbchen | Stäbchen         | Stäbchen          |
| Optimale Temperatur | 37                    | 30–37    | 25–30            | 25–30             |
| Optimaler pH-Wert   | 6,6–7,4               | 7,0–8,0  | 6,0–8,0d         | k. A.             |
| Urease              | +a                    | -        | -d               | k. A.             |
| Katalase            | +                     | k. A.    | +d               | k. A.             |
| Oxidase             | +b                    | k. A.    | +                | +                 |
| Nitrat Reduktion    | +c                    | +        | -                | keine Angabe      |

Anmerkungen:
+; Test verläuft positiv, -; Test verläuft negativ, k. A. keine Angabe
a  bei B. ovis meist negativ, auch positive Stämme bekannt, bei B. abortus auch negative Ergebnisse bei einigen Stämmen
b B. neotomae und B. ovis reagieren auf den Oxidase-Test negativ
c B. ovis und einige Stämme von B. abortus sind negativ
d Angabe betrifft nur Paenochrobactrum glaciei

## Taxonomische Merkmale
Das Ubichinon-10 (Q-10) ist das vorherrschende respiratorische Chinon. Auch eine geringe Menge von Q-9 und Spurenmengen von Q-11 wurden nachgewiesen. Vorherrschende Polyamine sind Putrescin und Spermidin. Spermin, 1,3-Diaminopropan und Sym-Homospermidin können in geringen Mengen auftreten. Die Mengenverhältnisse der Polyamine unterscheiden sich je nach Gattung. So kommt Sym-Homospermidin bei Brucella (einschließlich der Arten der früher geführten Gattung Ochronbactrum)  und  Falsochrobactrum vor. Bei den Gattungen Paenochrobactrum und Pseudochrobactrum jedoch fehlt es. Die Profile der hauptsächlichen Polyaminen und auch der polaren Lipiden sind wichtig zur Unterscheidung der einzelnen Gattungen innerhalb der Familie der Brucellaceae.
Die Polyamin-Muster, mit den vorherrschenden Verbindungen Putrescin und Spermidin, können auch zur Unterscheidung von anderen Alphaproteobakterien-Gattungen, die nicht zu den Brucellaceae zählen, dienen. So findet man bei den Gattungen Rhizobium, Mesorhizobium, Sinorhizobium, Ensifer, Aminobacter und Phyllobacterium das Sym-Homospermidin als das wichtigste Polyamin, während Spermidin nur in geringen bis mittleren Mengen in diesen Gattungen vorhanden ist.

Die vorherrschenden polaren Lipide sind Phosphatidylcholin, Phosphatidylethanolamin, Phosphatidylglycerin sowie Diphosphatidylglycerin und Phosphatidylmonomethylethanolamin.

Phosphatidylglycerin

Die wichtigsten Fettsäuren sind cyclo-C19:0ω8c (eine zyklische Nonadecansäure) und C18:1ω7c. Auch die Fettsäuren C18:0 (Stearinsäure), C16:0 (Palmitinsäure) und C18:12-OH können in beachtlichen Mengen auftreten.

## Systematik
Phylogenetisch zählt die Familie der Brucellaceae zu der
Ordnung Hyphomicrobiales (früher als Rhizobiales bezeichnet) innerhalb der Klasse Alphaproteobakterien. Die früher hier geführte Gattung Mycoplana wird nun den Rhizobiaceae zugeordnet. Die Gattung Ochrobactrum wurde aufgelöst und die einzelnen Arten zu der Gattung Brucella gestellt. Hierzu zählen fast 20 Arten, wie z. B. Ochrobactrum ciceri, O. cytisi, O. daejeonense, O. lupini und O. tritici. In der Praxis ist der Name Ochrobactrum aber weiterhin in Gebrauch.
Gattungen der Familie (Stand Oktober 2020):
- Brucella Meyer and Shaw 1920
- Daeguia Yoon et al. 2008
- Falsochrobactrum Kämpfer et al. 2013
- Paenochrobactrum Kämpfer et al. 2010
- Pseudochrobactrum Kämpfer et al. 2006

## Ökologie
Die Familie der Brucellaceae enthält einige wichtige Krankheitserreger für Menschen und Tiere, hierzu zählen vor allem Vertreter der Gattungen Brucella. Einige Arten können ausschließlich innerhalb der Zellen anderer Tiere leben, andere sind in der Lage auch außerhalb der Wirtszellen zu existieren, man spricht von der obligaten oder fakultativen intrazellulären Lebensweise. Andere Arten kommen im Freien vor, wie im Schlamm, Boden oder im Wasser.

## Krankheitserreger
Die Mehrheit der Gattung Brucella wurde von Tieren und gelegentlich von Menschen isoliert, wohingegen die anderen Gattungen zum größten Teil in der freien Umwelt gefunden werden (z. B. Schlamm, Erde und Wasser). Für die Brucellosis sind die Arten vom Brucella melitensis-Typ verantwortlich. Hierzu zählen die Arten B. melitensis, B. abortus, B. suis, B. ovis, B. neotamae, B. canis und B. ceti. Diese Arten werden von manchen Autoren als eine einzelne Art, Brucella melitensis, betrachtet. Untersuchungen haben gezeigt, dass die Familie Brucellaceae, vor allem die Gattung Brucella, eng verwandt mit Agrobacterium, Rhizobium und Mesorhizobium ist. Diese Gattungen sind Symbionten oder auch Schädlinge von Pflanzen. Auch zu der für den Menschen gefährlichen Gattung Bartonella besteht eine genetische Verwandtschaft.
Die Gattung Brucella lebt innerhalb der Zellen eines Wirtes und kann dort Schaden anrichten, die Übertragung erfolgt direkt von Wirt zu Wirt. Die einzelnen Arten der früher geführten Gattung Ochrobactrum werden jetzt der Gattung Brucella zugeordnet (s.h. Abschnitt Systematik), kommen frei im Boden im Wurzelbereich von Pflanzen vor, können allerdings auch auf immungeschwächte Menschen oder Tiere überspringen. Die Art Brucella abortus kann die Rinderbrucellose bei Hausrindern auslösen und auch Menschen befallen. Die Übertragung kann durch direkten Kontakt oder nicht pasteurisierte Milch erfolgen. B. melitensis ist der Auslöser der Schaf- und Ziegenbrucellose.

## Verwendete Literatur
- Eugene Rosenberg, Edward F. DeLong, Stephen Lory, Erko Stackebrandt und Fabiano Thompson: The Prokaryotes. Alphaproteobacteria and Betaproteobacteria Springer, Berlin, Heidelberg 2014, ISBN 978-3-642-30197-1
- Peter Kämpfer und Stefanie P. Glaeser: Brucellaceae. In: Bergey’s Manual of Systematics of Archaea and Bacteria. John Wiley & Sons, März 2018. doi:10.1002/9781118960608.fbm00166.pub2